# جاديل فيغيروا روبلز
جاديل فيغيروا روبلز (بالإنجليزية: Gadiel Figueroa Robles)‏ (11 يونيو 1986 بكاغواس في الولايات المتحدة) هو لاعب كرة قدم أمريكي في مركز الوسط.
شارك مع منتخب بورتوريكو لكرة القدم. أما مع النوادي الأخري فقد لعب مع Sevilla FC Puerto Rico ‏.

## وصلات خارجية
- جاديل فيغيروا روبلز على موقع قاعدة بيانات كرة القدم.إي يو (الإنجليزية)
- جاديل فيغيروا روبلز على موقع ناشيونال فوتبول تيمز (الإنجليزية)